# John Henry Lace
John Henry Lace (17 de junio de 1857-9 de junio de 1918) fue un botánico inglés.

## Biografía
Trabajó extensamente en el Servicio Forestal de la India desde 1881, y fue su inspector general de bosques. Luego de 1908 a 1913 se desempeñó como jefe conservador de bosques en Birmania. Realizó recolecciones botánicas en Afganistán, Beluchistán, India y Birmania.

## Algunas publicaciones
- 1891. ‘Sketch of Vegetation of British Baluchistan’. J. Linn. Soc. 288–327. Reimprimió M/S Bishen Singh Mahendra Pal Singh. 1987. 327 PP.
- 1913. List of trees, shrubs, and principal climbers, etc. recorded from Burma: with vernacular names. 291 pp.
- 1918. List of Trees, Shrubs and Principal Climbers, etc, recorded from Burma 1913. Indian For. 369–70; 1919, 448. Kew Bull. 1918, 341. Proc. Linn. Soc. 1918–19, 56–57

## Honores
Fue miembro de numerosas sociedades científicas:
- Royal Society, electo el 8 de junio de 1888
- Sociedad linneana de Londres

### Epónimos
- (Acanthaceae) Thunbergia lacei Gamble[1]
- (Apocynaceae) Aganosma lacei Raizada[2]
- (Arecaceae) Pinanga lacei A.J.Hend.[3]
- (Asclepiadaceae) Bidaria lacei (Craib) M.A.Rahman & Wilcock[4]
- (Asteraceae) Uechtritzia lacei (Watt) C.Jeffrey[5]
- (Balsaminaceae) Impatiens lacei Hook.f.[6]
- (Clusiaceae) Hypericum lacei N.Robson[7]
- (Cyperaceae) Fimbristylis lacei Turrill[8]
- (Dryopteridaceae) Tectaria lacei Holttum[9]
- (Elaeocarpaceae) Elaeocarpus lacei Craib[10]
- (Ericaceae) Agapetes lacei Craib[11]
- (Euphorbiaceae) Acalypha lacei Hutch.[12]
- (Fabaceae) Paraderris lacei (Dunn) Adema[13]
- (Gentianaceae) Swertia lacei Craib[14]
- (Gesneriaceae) Ornithoboea lacei Craib[15]
- (Lamiaceae) Gomphostemma lacei Mukerjee[16]
- (Magnoliaceae) Magnolia lacei (W.W.Sm.) Figlar[17]
- (Orchidaceae) Platanthera lacei Rolfe ex Downie[18]
- (Poaceae) Ischaemum lacei Stapf ex Bor[19]
- (Polygalaceae) Polygala lacei Craib[20]
- (Primulaceae) Dionysia lacei (Hemsl. & Watt) S.Clay[21]
- (Ranunculaceae) Delphinium lacei Munz[22]
- (Rosaceae) Cotoneaster lacei G.Klotz[23]
- (Rubiaceae) Ixora lacei Bremek.[24]
- (Scrophulariaceae) Wightia lacei Craib[25]
- (Styracaceae) Parastyrax lacei W.W.Sm.[26]
- (Tiliaceae) Grewia lacei J.R.Drumm. & Craib[27]

- La abreviatura «Lace» se emplea para indicar a John Henry Lace como autoridad en la descripción y clasificación científica de los vegetales.[28]

## Fuente
- Allen G. Debus (dir.) (1968). World Who’s Who in Science. A Biographical Dictionary of Notable Scientists from Antiquity to the Present. Marquis-Who’s Who (Chicago) : xvi + 1855 p.